# Genova 1893 Circolo del Calcio 1931-1932
Questa voce raccoglie le informazioni riguardanti il Genova 1893 Circolo del Calcio nelle competizioni ufficiali stagione 1931-1932.

## Stagione
In campionato ottenne l'undicesimo posto con 30 punti.

## Rosa
| N. |                      | Ruolo | Calciatore           |
| -- | -------------------- | ----- | -------------------- |
|    | Italia (bandiera)    | P     | Manlio Bacigalupo    |
|    | Italia (bandiera)    | P     | Giovanni De Prà      |
|    | Italia (bandiera)    | D     | Ottavio Barbieri     |
|    | Italia (bandiera)    | D     | Ermelindo Bonilauri  |
|    | Italia (bandiera)    | D     | Amilcare Gilardoni   |
|    | Italia (bandiera)    | D     | Luigi Poggi I        |
|    | Argentina (bandiera) | D     | Juan Pratto          |
|    | Italia (bandiera)    | D     | Mario Puppo          |
|    | Italia (bandiera)    | D     | Giuseppe Spigno      |
|    | Italia (bandiera)    | C     | Luigi Burlando       |
|    | Italia (bandiera)    | C     | Ettore Carpi         |
|    | Italia (bandiera)    | C     | Ottorino Casanova II |

| N. |                      | Ruolo | Calciatore               |
| -- | -------------------- | ----- | ------------------------ |
|    | Italia (bandiera)    | C     | Berardo Frisoni I        |
|    | Argentina (bandiera) | C     | Alejandro Giglio         |
|    | Italia (bandiera)    | C     | Alfredo Mazzoni          |
|    | Argentina (bandiera) | C     | Rodolfo Orlandini        |
|    | Italia (bandiera)    | C     | Pietro Pastorino         |
|    | Italia (bandiera)    | A     | Elvio Banchero I         |
|    | Argentina (bandiera) | A     | Juan Esposto             |
|    | Italia (bandiera)    | A     | Virgilio Felice Levratto |
|    | Italia (bandiera)    | A     | Luigi Patri              |
|    | Italia (bandiera)    | A     | Dario Savio              |
|    | Argentina (bandiera) | A     | Guillermo Stábile        |

## Risultati

### Girone di andata
| Arbitro: | Barlassina (Novara) |

|                           |           |  |
| Patri 5’, 71’ Mazzoni 56’ | Marcatori |  |

| Arbitro: | Bertoli (Vicenza) |

|                        |           |                       |
| Notti 12’ Cattaneo 16’ | Marcatori | 10’ Esposto 15’ Patri |

| Arbitro: | Carraro (Padova) |

|             |           |           |
| Esposto 57’ | Marcatori | 22’ Pitto |

| Trieste 11 ottobre 1931 4ª giornata | Triestina       | 0 – 0 | Genova 1893 | Stadio Montebello\| Arbitro: \| Rovida (Milano) \| |
| Arbitro:                            | Rovida (Milano) |       |             |                                                    |

| Arbitro: | Barlassina (Novara) |

|                            |           |  |
| Esposto 26’, 44’ Savio 80’ | Marcatori |  |

| Arbitro: | Caironi (Milano) |

|                   |           |              |
| Munerati 52’, 56’ | Marcatori | 83’ Levratto |

| Arbitro: | U.Gama (Milano) |

|                            |           |             |
| Mazzoni 33’, 60’ Patri 86’ | Marcatori | 87’ Borel I |

| Arbitro: | Dall'Era (Brescia) |

|                         |           |  |
| Reguzzoni 53’ Maini 73’ | Marcatori |  |

| Roma 22 novembre 1931 9ª giornata | Lazio            | 0 – 0 | Genova 1893 | Stadio Nazionale del PNF\| Arbitro: \| Carraro (Padova) \| |
| Arbitro:                          | Carraro (Padova) |       |             |                                                            |

| Arbitro: | Caironi (Milano) |

|                  |           |                         |
| Mazzoni 45’, 75’ | Marcatori | 26’ Prato 59’ Libonatti |

| Arbitro: | Mattea (Torino) |

|                                     |           |  |
| Moretti 38’ Magnozzi 39’ Moroni 56’ | Marcatori |  |

| Arbitro: | Barlassina (Novara) |

|                                                  |           |  |
| Mazzoni 5’ Banchero I 27’ Patri 60’ Casanova 83’ | Marcatori |  |

| Arbitro: | Scarpi (Dolo) |

|                                  |           |           |
| Sallustro I 8’, 41’ Mihalich 32’ | Marcatori | 22’ Patri |

| Arbitro: | Mattea (Torino) |

|  |           |             |
|  | Marcatori | 25’ Scarone |

| Arbitro: | Caironi (Milano) |

|                                                              |           |  |
| Fasanelli 2’, 50’ Volk 35’, 80’ Costantino 36’ Bodini II 49’ | Marcatori |  |

| Arbitro: | Mastellari (Bologna) |

|                                          |           |             |
| Banchero I 8’, 20’ Carpi 33’ Esposto 82’ | Marcatori | 17’ Rossi I |

| Arbitro: | Scorzoni (Bologna) |

|                                                   |           |                       |
| Gatti 10’ Ferraris II 67’ Seccatore 70’ Piola 71’ | Marcatori | 60’ Mazzoni 62’ Carpi |

### Girone di ritorno
| Arbitro: | Beretta (Novi Ligure) |

|                             |           |                     |
| Bisigato 16’, 72’, 84’, 87’ | Marcatori | 12’, 77’ Banchero I |

| Arbitro: | Guarnieri (Milano) |

|              |           |                             |
| Casanova 24’ | Marcatori | 26’ Marchina 53’ Scagliotti |

| Arbitro: | Mattea (Torino) |

|                 |           |                    |
| Petrone 2’, 54’ | Marcatori | 1’, 44’ Banchero I |

| Arbitro: | Gonani (Ravenna) |

|                           |           |  |
| Mazzoni 73’ Frisoni I 84’ | Marcatori |  |

| Modena 6 marzo 1932 22ª giornata | Modena           | 0 – 0 | Genova 1893 | Campo ex Velodromo\| Arbitro: \| Mazzarini (Roma) \| |
| Arbitro:                         | Mazzarini (Roma) |       |             |                                                      |

| Arbitro: | Barlassina (Novara) |

|                          |           |  |
| Mazzoni 50’ Casanova 87’ | Marcatori |  |

| Arbitro: | Rovida (Milano) |

|                       |           |  |
| Gardini 35’ Bosso 75’ | Marcatori |  |

| Arbitro: | Barlassina (Novara) |

|                                          |           |                         |
| Mazzoni 15’ Banchero I 31’ Frisoni I 56’ | Marcatori | 29’ Muzzioli 65’ Ottani |

| Arbitro: | Carraro (Padova) |

|            |           |  |
| Esposto 3’ | Marcatori |  |

| Arbitro: | Turbiani (Ferrara) |

|                                         |           |              |
| Silano 12’ Libonatti 68’ Baloncieri 89’ | Marcatori | 74’ Casanova |

| Arbitro: | Biancone (Roma) |

|              |           |                            |
| Levratto 87’ | Marcatori | 58’ Arcari III 70’ Moretti |

| Arbitro: | Scorzoni (Bologna) |

|                                                         |           |                   |
| Frisoni II 14’ Scaltriti 23’ Maffioli 25’ Gibertoni 32’ | Marcatori | 49’, 81’ Levratto |

| Arbitro: | Rovida (Milano) |

|             |           |  |
| Mazzoni 47’ | Marcatori |  |

| Arbitro: | Gonani (Ravenna) |

|                                    |           |             |
| Mariani 28’ Meazza 35’, 66’ (rig.) | Marcatori | 7’ Levratto |

| Arbitro: | Caironi (Milano) |

|           |           |          |
| Patri 42’ | Marcatori | 88’ Volk |

| Arbitro: | Pessato (Monfalcone) |

|                       |           |  |
| Stella 27’ Masera 78’ | Marcatori |  |

| Arbitro: | Mazzarini (Roma) |

|                   |           |           |
| Casanova 29’, 31’ | Marcatori | 1’ Degara |

## Statistiche

### Statistiche di squadra
| Competizione | Punti | In casa | In casa | In casa | In casa | In casa | In casa | In trasferta | In trasferta | In trasferta | In trasferta | In trasferta | In trasferta | Totale | Totale | Totale | Totale | Totale | Totale | DR |
| Competizione | Punti | G       | V       | N       | P       | Gf      | Gs      | G            | V            | N            | P            | Gf           | Gs           | G      | V      | N      | P      | Gf     | Gs     | DR |
| ------------ | ----- | ------- | ------- | ------- | ------- | ------- | ------- | ------------ | ------------ | ------------ | ------------ | ------------ | ------------ | ------ | ------ | ------ | ------ | ------ | ------ | -- |
| Serie A      | 30    | 17      | 11      | 3       | 3       | 34      | 14      | 17           | 0            | 5            | 12           | 14           | 42           | 34     | 11     | 8      | 15     | 48     | 56     | -8 |

### Statistiche dei giocatori
| Giocatore     | Serie A  | Serie A |
| Giocatore     | Presenze | Reti    |
| ------------- | -------- | ------- |
| M. Bacigalupo | 13       | -25     |
| E. Banchero   | 20       | 8       |
| O. Barbieri   | 10       | 0       |
| E. Bonilauri  | 9        | 0       |
| L. Burlando   | 15       | 0       |
| E. Carpi      | ?        | ?       |
| O. Casanova   | 25       | 6       |
| G. De Prà     | 21       | -31     |
| J. Esposto    | 28       | 6       |
| B. Frisoni    | 31       | 2       |
| A. Giglio     | 7        | 0       |
| A. Gilardoni  | 26       | 0       |
| V. Levratto   | 31       | 5       |
| A. Mazzoni    | 34       | 11      |
| R. Orlandini  | 29       | 0       |
| P. Pastorino  | 1        | 0       |
| L. Patri      | 21       | 7       |
| L. Poggi      | 14       | 0       |
| J. Pratto     | 22       | 0       |
| M. Puppo      | 1        | 0       |
| D. Savio      | 4        | 1       |
| G. Spigno     | 6        | 0       |